# Kostas Zolotas

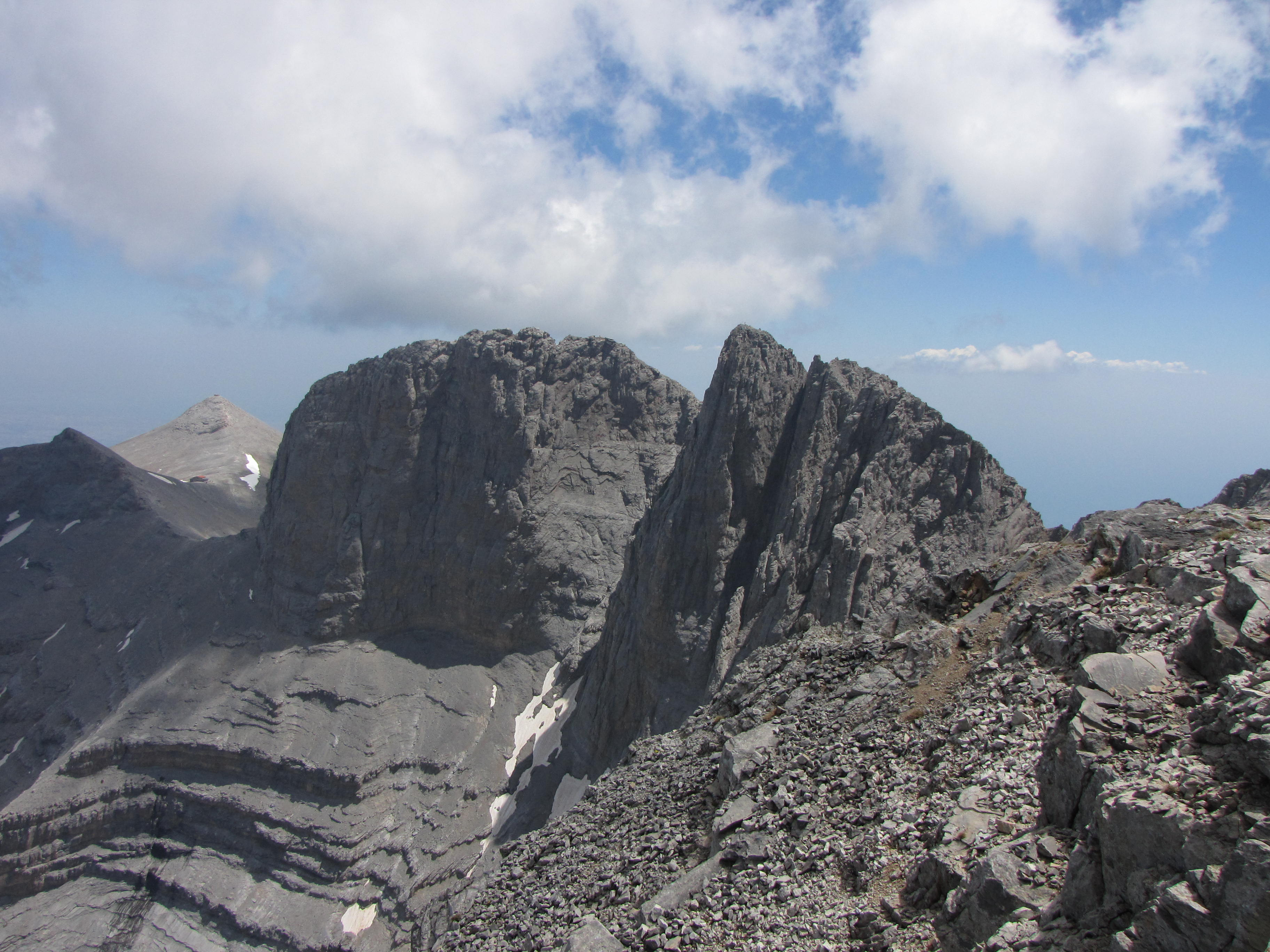
Die höchsten Gipfel des Olymp. Rechts Mytikas (2918 m), links Stefani (2909 m)

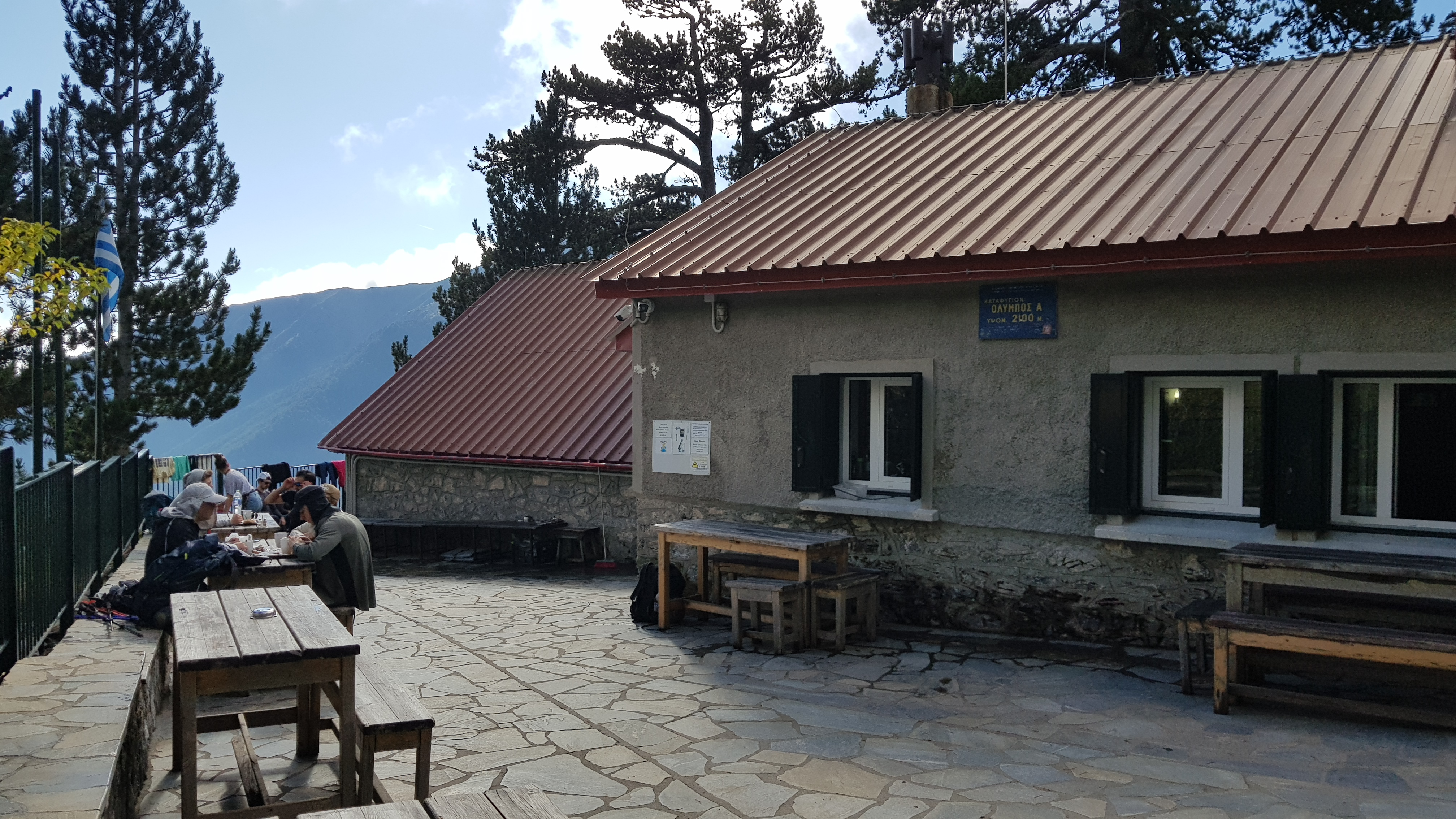
Hütte Spilios Agapitos

Kostas Zolotas (griechisch Κώστας Ζολώτας, * 1934 in Litochoro; † 14. April 2021) war ein griechischer Bergführer. Er bewirtschaftete die Berghütte Spilios Agapitos (Lage) und nahm an zahlreichen Rettungsaktionen im Olymp teil.

## Leben
Schon früh in seiner Jugend machte Zolotas die Bekanntschaft des Olymp-Erstbesteigers Christos Kakkalos. Kakkalos übertrug seine Faszination für den Olymp auf den Jungen, der in der Folge fast sein gesamtes Leben dort verbrachte. Im August 1952 bestieg er erstmalig den höchsten Gipfel des Olymp, den Mytikas (2918,80 m).
Nachdem er einige Jahre in Deutschland gearbeitet hatte, übernahm er, gemeinsam mit seiner Frau Irmhild, von 1960 bis 2001 die Pacht der Berghütte Spilios Agapitos, die er sukzessive erweiterte. Der bisher letzte Flügel der Anlage wurde 2002 fertiggestellt und zu seinen Ehren nach Kostas Zolotas benannt.
1955 wurde Zolotas offiziell zum Bergführer ernannt.
Wie auch andere Hüttenwirte im Olymp war Zolotas in der Bergrettung aktiv, im Laufe der Jahre summierten sich über 110 Einsätze. Durch seinen Aufenthalt in Deutschland sprach er perfekt deutsch. Das vereinfachte es für ihn 1994 den Kontakt zur deutschen Bergwacht herzustellen, die sich in der Folge an der Ausbildung der griechischen Bergretter beteiligte.
Kostas Zolotas starb am Nachmittag des 14. April 2021 bei einem Spaziergang im Olymp.